# Angra
Angra es una banda brasileña de power metal progresivo fundado en la ciudad de São Paulo, Brasil. Liderada en la actualidad por el guitarrista Rafael Bittencourt, Angra es una de las agrupaciones de metal más populares de Brasil y ha logrado una fuerte repercusión en Sudamérica, Europa y Japón.
La agrupación fue fundada en 1991 por el cantante y multiinstrumentista Andre Matos y por los guitarristas Rafael Bittencourt y André Linhares, después de conocerse en la Facultad de Santa Marcelina en su natal São Paulo. Matos había sido miembro de la banda Viper entre 1985 y 1990 y Bittencourt había tocado con Spitfire. Más adelante se integraron a la formación los músicos Luis Mariutti (bajo), Marco Antunes (batería) y Kiko Loureiro (guitarra), quien reemplazó a Linhares. Rafael Bittencourt ha sido el único miembro que ha participado en la grabación de todos los álbumes de la banda, liderándola desde sus inicios y componiendo gran parte del material. Angra ha vendido aproximadamente cinco millones de copias de sus discos a nivel mundial.

## Historia

### Fundación

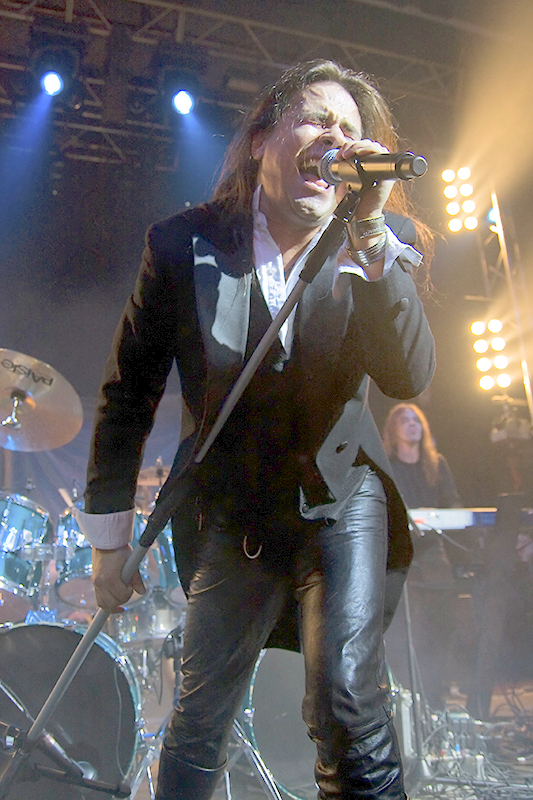
André Matos, cantante original de Angra.

La formación primigenia de Angra se remonta a 1991 y está compuesta por Andre Matos en las voces y teclados, Kiko Loureiro en la guitarra líder (reemplazando a André Linhares, de corta estancia con el grupo), Rafael Bittencourt en la guitarra rítmica, Luis Mariutti en el bajo y Marco Antunes en la batería. Influenciada por el power metal clásico de grupos como Helloween, el estilo de Angra continúa en la línea de las guitarras rápidas con altísimos componentes de carácter melódico y voces agudas al estilo de Michael Kiske o Bruce Dickinson. El año 1992 publican su primer demo, Reaching Horizons donde, amén de las influencias ya mencionadas, se incluyen melodías étnicas y algo de metal progresivo.

### Angels Cry
No es, sin embargo, hasta el año 1993, con la publicación de su primer álbum Angels Cry, que se volverán mundialmente conocidos. Este es un disco en el que ya se pone de manifiesto el estilo propio de la formación, que cuenta con la batería de Alex Holzwarth (Sieges Even, Rhapsody of Fire) y Thomas Nack (ex-Gamma Ray) como sesionistas, siendo Ricardo Confessori el baterista oficial; y su madurez musical como grupo de power metal con algunas reminiscencias de speed metal. El disco, que contiene una versión de la canción "Wuthering Heights" de Kate Bush, fue un éxito en Brasil y en tierras japonesas. En ese momento la banda era manejada por Antonio Pirani, también editor de la revista Rock Brigade. Debido al éxito cosechado por el disco en Japón, fue publicado en 1994 un EP titultado Evil Warning, el cual incluye versiones alternativas de las canciones "Evil Warning", "Angels Cry", "Carry On" y "Wuthering Heights". El año siguiente el álbum empezó a distribuirse en Alemania por Dream Circle Records y en Francia por CNR Music.

### Holy Land
En 1994 Angra fue el acto de apertura de AC/DC en Brasil e hizo parte del cartel del primer festival Monsters of Rock celebrado en tierras brasileñas. En 1995 la agrupación se presentó en Europa y acto seguido entró al estudio para grabar su segundo larga duración. 
Holy Land, un ambicioso proyecto que incluyó orquestaciones, coros y ritmos típicos brasileños, fue publicado en 1996 y producido por Sascha Paeth y Charlie Bauerfiend. La banda pisó tierras japonesas por primera vez debido al éxito cosechado con el álbum. Ese mismo año fue publicado el EP Freedom Call, con una versión de la canción de Judas Priest "Painkiller". Al año siguiente fue publicado el directo Holy Live, un EP grabado en Francia que incluye algunos de sus éxitos. The Holy Box fue publicado en 1998 por Lucretia Records (Italia), con siete canciones acústicas.

### Fireworks

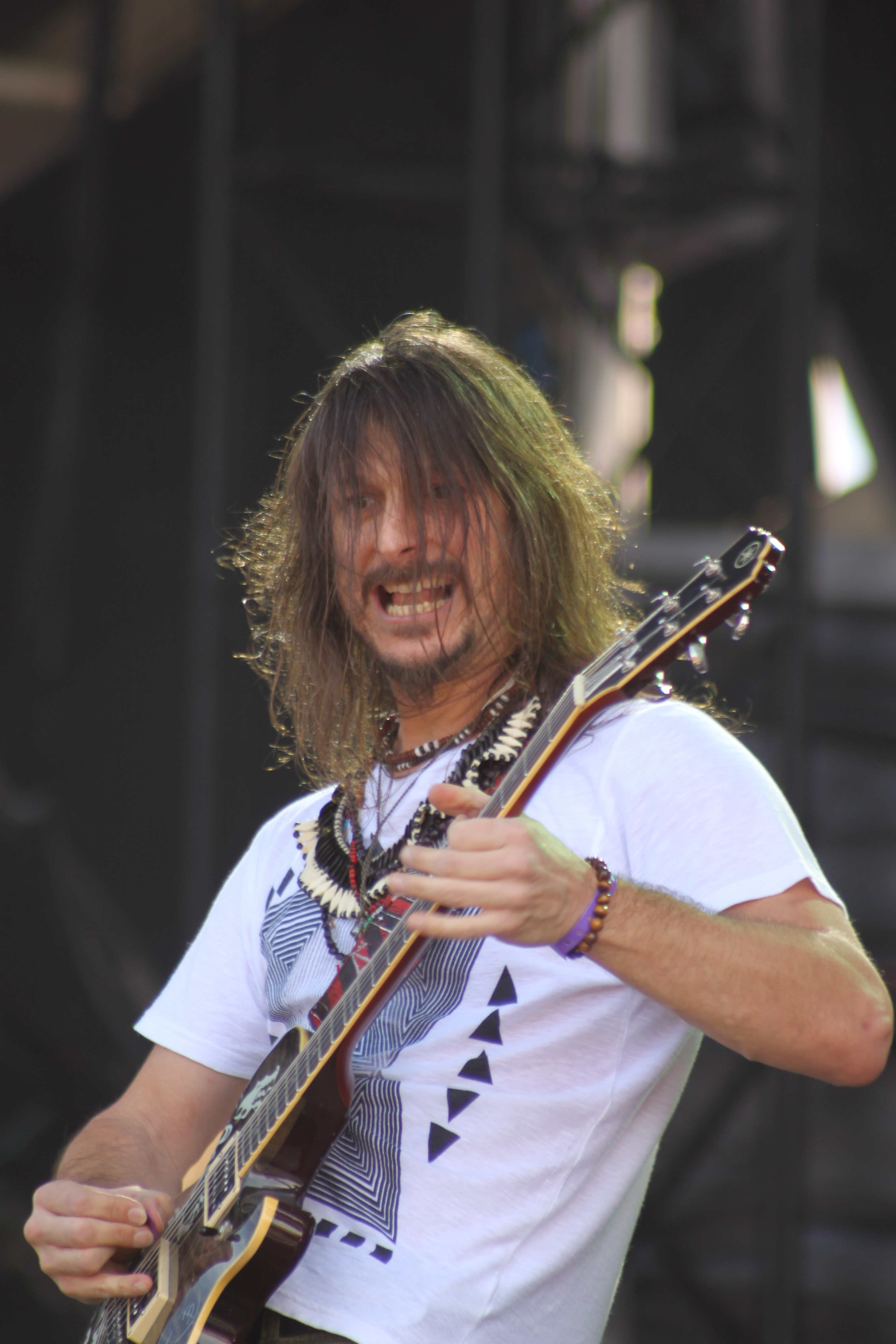
Rafael Bittencourt, guitarrista y principal compositor.

En 1998 Angra publicó el sencillo "Lisbon", seguido del álbum Fireworks, producido por el reconocido Chris Tsangarides. Este disco produciría algunas reputuras en el grupo por su evidente cambio de estilo. Sin embargo, una gira mundial fue organizada para dar soporte al disco. La banda brindó un recital en la edición del festival Monsters of Rock en Buenos Aires y regresó a Europa para tocar en algunos conciertos con Stratovarius en 1999. El reconocido cantante de la banda británica Iron Maiden, Bruce Dickinson, compartió escenario con la banda durante uno de sus conciertos en París. Durante la gira, Angra hizo parte del multitudinario festival Wacken Open Air en Alemania.

### Ruptura con Matos, Mariutti, Confessori y re-fundación conRebirth
A mediados del año 2000, Andre Matos, Luis Mariutti y Ricardo Confessori abandonaron la formación, por supuestos problemas con el mánager, que a la vez era el propietario de la marca Angra.
A pesar de la incertidumbre acerca del futuro de la banda, en marzo de 2001, los dos únicos miembros que aceptaron seguir con la marca y el mánager, Kiko Loureiro y Rafael Bittencourt, anunciaron la llegada del cantante Eduardo Falaschi, del baterista Aquiles Priester y del bajista Felipe Andreoli. Tras mucha expectativa ante la salida de miembros tan identificados con el sonido del grupo, la nueva formación demostró su calidad en su siguiente disco, Rebirth, un álbum donde el power metal más clásico vuelve a dominar el centro de las composiciones. El disco vendió más de cien mil copias a nivel mundial en menos de dos meses y se convirtió en disco de oro en Brasil ese mismo año.
En 2002 fue publicado el EP Hunters and Prey, incluyendo algunas versiones alternativas y una versión de la canción "Mama" de Genesis. Como ya era habitual, la banda se embarcó en una gira mundial en soporte del disco, en este caso visitando por primera vez los Estados Unidos.

### Temple of Shadows(2004-2005)
En 2004, su siguiente disco se presenta como un trabajo de metal progresivo resultado de tres años de trabajo continuo en donde Rafael Bittencourt y Kiko Loureiro brindan los solos de guitarra más rápidos que se habían escuchado en la historia de la banda. Temple Of Shadows supone un cambio, una fusión entre el power metal y el heavy progresivo. El disco cuenta con varias colaboraciones de otros artistas famosos y consolidados del panorama musical del metal. Hansi Kursch (Blind Guardian) aparece en la canción "Winds Of Destination"; Kai Hansen (Gamma Ray) en "Temple Of Hate", Sabine Edelsbacher (Edenbridge) en "Spread Your Fire" y "No Pain For The Dead" y el cantante brasileño Milton Nascimento colabora en la canción "Late Redemption".
La banda salió de gira por Brasil y por Europa, brindando conciertos en España, Italia y Francia en febrero de 2005. Por primera vez desde su creación, la agrupación tocó en un show en el Reino Unido en The Mean Fiddler en Londres, apoyada por DragonForce, y más tarde se unió a la banda finlandesa Nightwish para realizar algunas fechas japonesas en marzo. La banda viajó a Taiwán y después, por primera vez, se presentó en Oceanía, encabezando espectáculos en Australia. Angra reanudó la gira brasileña y luego regresó a Europa para tocar en varios festivales, compartiendo escenario con grandes nombres del heavy metal como Iron Maiden.

### Aurora Consurgensy el regreso de Confessori (2006-2009)

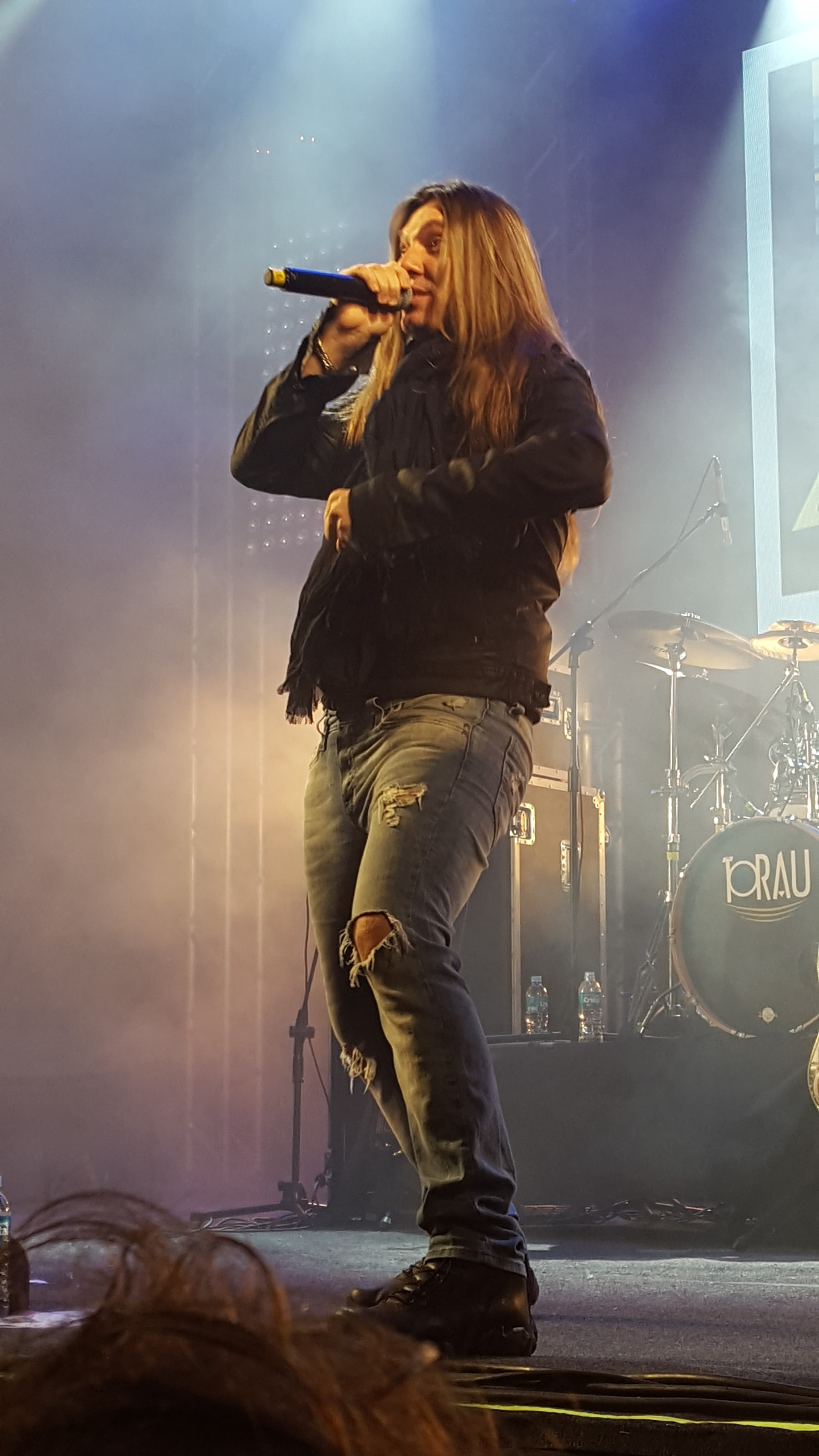
Edu Falaschi, cantante que grabó cuatro álbumes con Angra.

En julio de 2006 empieza la grabación de su disco titulado Aurora Consurgens (basado en un libro del siglo XIV) manteniendo los mismos componentes del grupo. El disco salió al mercado en octubre. Como innovación, el primer sencillo pudo ser descargado desde la página oficial (incluidas las portadas). A diferencia de Temple of Shadows, no es un disco conceptual aunque sí temático, y habla de algunos de los distintos estados mentales que un humano puede llegar a tener. Este álbum se caracteriza por un sonido mucho más potente y directo, más cercano al heavy metal que sus discos anteriores. 
A mediados de 2007, la banda se tomó un descanso, nuevamente debido a una situación no resuelta con su mánager, quien seguía siendo el propietario de la marca Angra. Como resultado, surgieron otras situaciones problemáticas entre los miembros, que culminaron en un hiato indefinido hasta que se llegó a una solución.
En 2008, el cantante Edu Falaschi declaró lo siguiente respecto a la continuidad de la banda: "Angra no ha terminado; estamos tomando un descanso, una pausa. La banda está pasando por algunos problemas de gestión difíciles y todos nosotros estamos haciendo todo lo posible para volver a la carretera". En el año 2009 el sitio oficial de la banda fue retirado. En su lugar, la página de inicio anunció que el sitio estaba en construcción y que pronto se tendrían noticias. En marzo de 2009, en el sitio se anunció el regreso del baterista Ricardo Confessori después de nueve años, reemplazando a Aquiles Priester, quien dejó la formación para dedicar toda su fuerza a la banda Hangar. Angra retornó a las giras en 2009 junto a sus compatriotas Sepultura.

### Aquay salida de Falaschi y Confessori (2010-2014)
A comienzos del año 2010, Angra empezó a componer material para un nuevo álbum de estudio. En febrero la banda se trasladó a los estudios Norcal en São Paulo para iniciar la grabación del disco. El 10 de julio fue publicado el primer sencillo, "Arising Thunder". Cinco días después la canción "Lease of Life" fue presentada por primera vez en las radios brasileñas. El nuevo álbum, titulado Aqua, fue publicado finalmente el 11 de agosto. Se trata de un álbum conceptual inspirado en la novela de William Shakespeare La tempestad, presentando radicales cambios en el sonido de la batería (ahora de la mano de Confessori) y una amplia utilización de la percusión y de sonidos típicos de Brasil. 
Tras su presentación en el festival Rock in Rio 2011 se agudizaron los problemas de salud de Edu Falaschi, perjudicando su voz de gran manera. En la primera mitad del año 2012, Edu, a través de un comunicado oficial, anunció su salida definitiva de Angra debido a sus problemas con la voz y porque iba a concentrarse en su banda Almah, en la cual canta en un registro más acorde a su voz actual.
Tras la salida de Edu Falaschi, se manejó la opción de hacer un reality en MTV para la elección del nuevo vocalista, la cual fue descartada. Además, Rafael Bittencourt reconoció en una entrevista que vocalistas brasileños como Alirio Netto (Age of Artemis, Khallice, Lince), Bruno Sutter (Detonator) y Thiago Bianchi (Shaman, Noturnall) se ofrecieron para tomar el puesto y hubo algunas conversaciones al respecto. Finalmente, Fabio Lione (Labyrinth, Rhapsody of Fire) se convirtió en el tercer vocalista oficial de Angra.
En 2013 la banda retornó a los escenarios, participando inicialmente en el crucero 70.000 Tons of Metal, lo que representó el estreno del italiano Fabio Lione. Debido a la gran acogida, expectativa y demanda generada por los fanáticos y su deseo de ver a Angra con Lione, se organizó una gira por Sudamérica, la cual conmemoraría los veinte años del disco debut, Angels Cry. La gira pasó por diversas ciudades de Brasil y por países como Argentina, Chile, México y Japón, este último por el festival Loud Park, culminando con la grabación de un DVD titulado Angels Cry 20th Anniversary, el cual contó con diversos invitados como Tarja Turunen (ex Nightwish), la familia Lima y Uli Jon Roth (Scorpions), entre otros.
En 2014 el baterista Ricardo Confessori anunció su salida de la banda nuevamente. Más tarde fue reemplazado por el joven baterista Bruno Valverde.

### Secret Garden,salida de Loureiro yØmni(2014-presente)

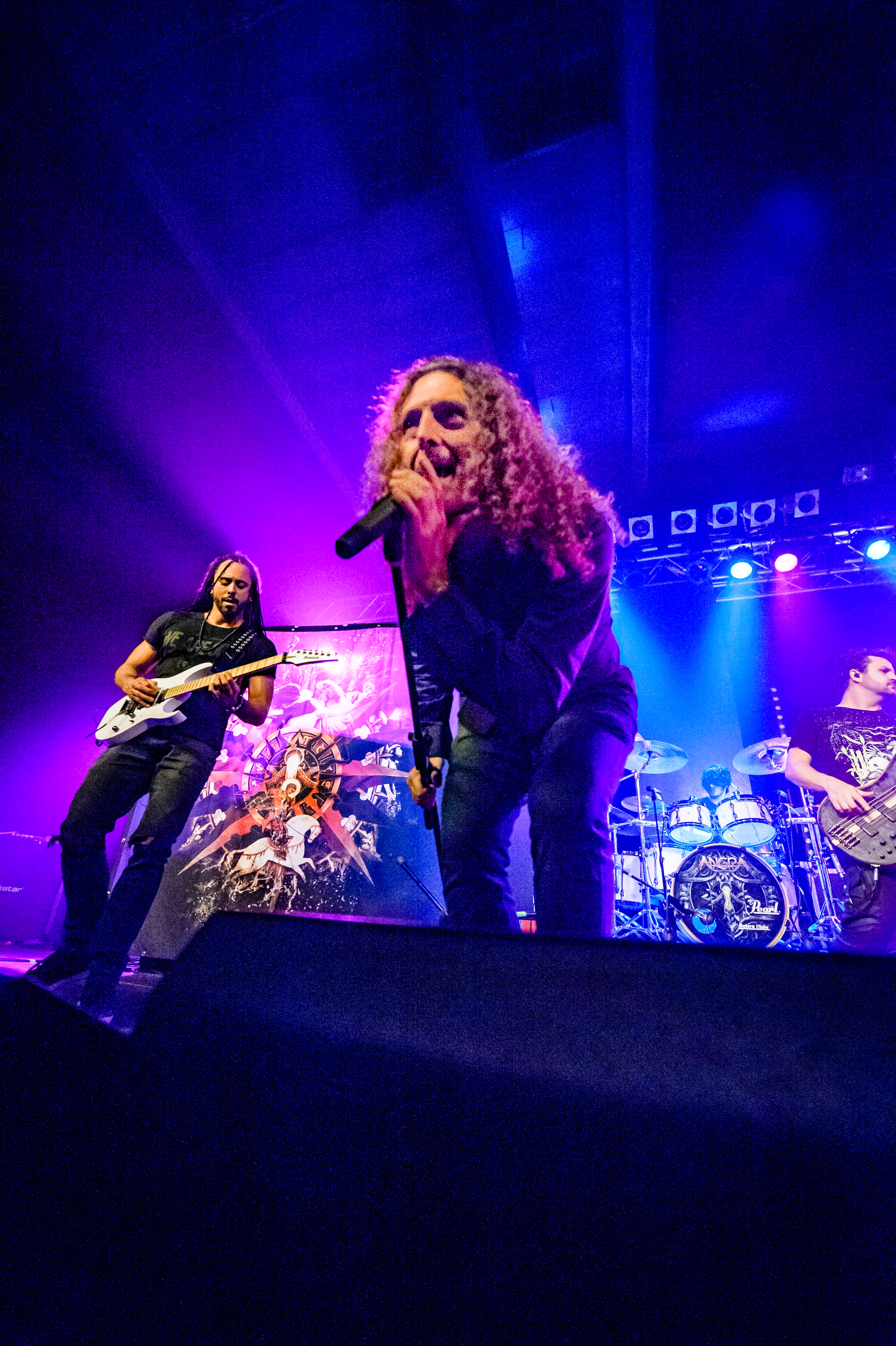
Fabio Lione con Angra en 2016.

En noviembre de 2014 la banda anunció el lanzamiento de su octavo álbum de estudio, Secret Garden, publicado el 17 de diciembre en Japón y el 16 de enero de 2015 en Brasil y Europa.
El 2 de abril de 2015 se anunció oficialmente la incorporación de Kiko Loureiro como nuevo guitarrista líder de la banda estadounidense de thrash metal Megadeth. Loureiro ingresó inmediatamente al estudio para la grabación del álbum Dystopia, dejando temporalmente la formación de Angra por motivos de agenda y por su nuevo compromiso con la banda de Dave Mustaine.
El 19 de septiembre de 2015 Angra se presentó nuevamente en el festival Rock in Rio con Doro Pesch y Dee Snider como invitados especiales. Allí mismo fue anunciado el reemplazo de Kiko Loureiro, Marcelo Barbosa, guitarrista conocido por ser miembro fundador de Almah, además de ser el dueño de GTR, la más grande escuela de música de Brasilia y columnista de varias revistas especializadas de guitarra como Guitar Class y Guitar Player.
El 16 de febrero de 2018 fue publicado el noveno álbum de estudio de Angra, titulado Ømni y producido por el sueco Jens Bogren. En marzo del mismo año inició la gira soporte del álbum, con 26 fechas confirmadas en Europa y con la participación de la banda Operation Mindcrime del antiguo vocalista de Queensrÿche, Geoff Tate.
En julio de 2018, la banda graba tu tercer show en vivo en Tom Brasil de Sao Paulo, tocando clásicos de la banda y el disco Omni por completo. El show contó con la participación de Sandy en los temas "Black Widow's Web" y Heroes of Sand, así como con la Familia Lima, en las cuerdas, para los temas "Magic Mirror", "Always More" y "Nova Era". 
En junio de 2019, ocurriría el repentino fallecimiento de uno de sus miembros fundadores, Andre Matos, debido a un infarto agudo de miocardio. Si bien Andre no formaba parte de la banda desde el año 2000, la noticia tuvo un fuerte impacto en los miembros de la banda de la formación original, así como en todos los fans, siendo cancelado el show que Angra iba a ofrecer dicho día en Brasil. Meses después, Paulo Barón, dueño de Top Link, dejaría de ser el manager de Angra.
Debido a que los miembros de la banda viven en diferentes partes del mundo, no hubo actividad de la banda como tal durante el 2020, debido a la pandemia, sino hasta finales de dicho año, cuando anunciaron que iban a liberar tema por tema del DVD "Omni Live" en YouTube. Este concierto en vivo no iba a ser lanzado en un inicio, debido a problemas técnicos en la filmación; sin embargo, se llegó a restaurar dentro de lo posible y finalmente vio la luz. 
A mediados de 2021, Angra anuncia la vuelta de Paulo Barón como mánager de la banda y en 2022 se anunció la gira por los 20 años de Rebirth, la cual pasó por muchas ciudades de Brasil, así como por Chile; donde la banda tocó el disco Rebirth, de inicio a fin, así como otros clásicos de la banda, como The Shadow Hunter, Metal Icarus y Bleeding Heart, que nunca habían sido cantadas por Fabio Lione. En el segundo semestre, se anuncia la grabación de su décimo LP, el cual tendrá en la producción a Dennis Ward, productor de los discos aclamados "Rebirth" y "Temple of Shadows". Las grabaciones se dieron entre octubre y noviembre del año 2022, en Belo Horizonte y Sao Paulo, teniendo como fecha de lanzamiento prevista el final del año 2023. La demora se debería a un pedido del sello discográfico, debido a la dificultad de fabricar los vinilos y cuadrar los tiempos con los otros lanzamientos que se tienen. Posterior a ello, en 2023, se anuncia la gira por los 30 años de Angra, pasando por Brasil, Argentina, Uruguay, Colombia, Chile, México, Inglaterra, Dinamarca, Suecia, España y Portugal. Este mismo año, Angra anuncia el tan esperado DVD Acústico, el cual se grabará en Curitiba, en agosto.

## Estilo e influencias
El estilo musical de Angra se asocia fundamentalmente con el power metal, aunque algunos de sus álbumes presentan estilos diferentes, como Fireworks y Aurora Consurgens, este último considerado como el álbum más cercano al heavy metal de toda la discografía de Angra. La agrupación también se ha visto influenciada por el metal neoclásico, por la cultura indígena brasileña (incluso con la utilización de algunos instrumentos indígenas en su música) y por la música sinfónica en general.

## Miembros

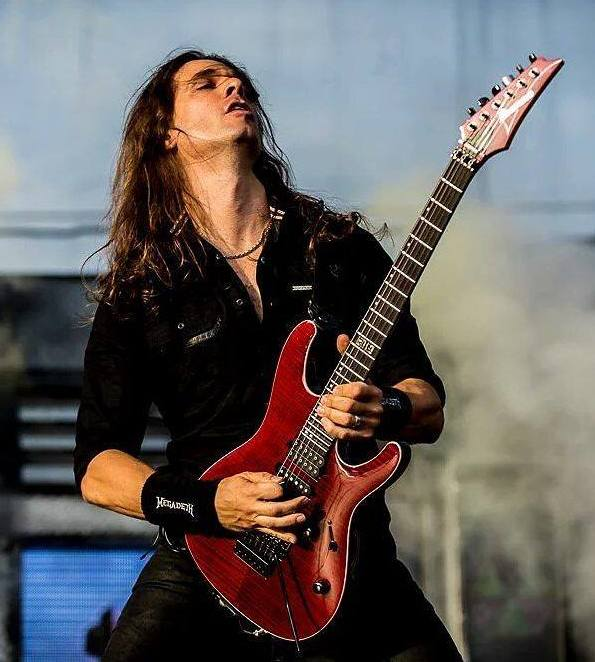
El guitarrista Kiko Loureiro hizo parte de la formación clásica de Angra y se unió a la banda estadounidense Megadeth en 2015.

### Actuales
- Fabio Lione: voz (2013-presente)
- Rafael Bittencourt: guitarra rítmica, coros (1991-presente)
- Marcelo Barbosa: guitarra líder (2015-presente)
- Felipe Andreoli: bajo, coros (2001-presente)
- Bruno Valverde: batería (2014-presente)

### Anteriores
- André Matos: voz, piano (1991-2000)
- Kiko Loureiro: guitarra líder, coros (1992-2015)
- Eduardo Falaschi: voz, guitarra acústica (2000-2012)
- Ricardo Confessori: batería (1993-2000) (2009-2014)
- Aquiles Priester: batería (2001-2008)
- André Bastos: guitarra (1991)
- André "Zaza" Hernandes: guitarra líder (1992)
- Luís Mariutti: bajo (1991-2000)
- Leck Filho: teclados en vivo (1993-1998)
- Fábio Laguna: teclados en vivo (2001-2008)
- Fábio Ribeiro: teclados en vivo (1993, 1998)
- Fabrizio Di Sarno: teclados en vivo (1999)
- Bruno Sa: teclados en vivo (2016, 2018)
- Juninho Carelli: teclados en vivo (2016)
- Marco Antunes: batería (1991-1992)
- Alex Holzwarth: Músico de sesión - batería (1993)

## Discografía

### Álbumes de estudio
- Angels Cry (1993)
- Holy Land (1996)
- Fireworks (1998)
- Rebirth (2001)
- Temple Of Shadows (2004)
- Aurora Consurgens (2006)
- Aqua (2010)
- Secret Garden (2014)
- Ømni (2018)
- Cycles of Pain (2023)

### Demos
- Reaching Horizons (1992)
- Eyes of Christ (1996)
- Acid Rain (2001)
- 5th Album Demos (2004)

### EP
- Evil Warning (1994)
- Live Acoustic at FNAC (1995)
- Freedom Call (1996)
- Acoustic & More (1998)
- Hunters and Prey (2002)

### Álbumes en vivo
- Holy Live (1997)
- Rebirth World Tour - Live in São Paulo (2002)
- Angels Cry: 20th Anniversary Tour (2013)

### Sencillos
- "Make Believe" (1996)
- "Lisbon" (1998)
- "Rainy Nights" (1999)
- "Acid Rain" (2001)
- "Wishing Well" (2004)
- "The Course of Nature" (2006)
- "Arising Thunder" (2010)
- "Lease of Life" (2010)
- "Newborn Me" (2014)

### Bootlegs
- Monsters Of Rock (1994)
- Holy Land in the East (1997)
- Acoustic in Buenos Aires (2001)
- Live Acoustic at Radio Rock Bar, Säo Paulo (2001)

### Vídeoclips
- "Carry On" (1993)
- "Time" (1993)
- "Make Believe" (1996)
- "Lisbon" (1999)
- "Rebirth" (2001)
- "Pra Frente Brasil" (2002)
- "Waiting Silence" (2004)
- "Wishing Well" (2004)
- "The Course of Nature" (2006)
- "Lease of Life" (2010)
- "Storm of Emotions" (2014)
- "Silent Call" (2016)
- "War Horns" (2018)
- "Insania" (2018)
- "Black Widow's Web" (2018)
- "Light of Transcendence" (2018)
- "Ride Into The Storm" (2023)

### VHS, DVD y BLU-RAY
- Rebirth World Tour - Live in Rio de Janeiro (VHS, 2002)
- Rebirth World Tour - Live in São Paulo (DVD & VHS, 2002)
- Angels Cry: 20th Anniversary Tour (DVD & BLU-RAY, 2013)